# Villava
Villava (cooficialmente en euskera: Atarrabia) es una villa y un municipio español de la Comunidad Foral de Navarra, situado en la merindad de Pamplona, en la cuenca de Pamplona y a 4,3  km al noreste de la capital de la comunidad, Pamplona, formando parte de su área metropolitana. Su población en 2024 fue de 10 016 habitantes (INE) y su término municipal tiene una superficie de 1,06 km² siendo el de menor tamaño de Navarra, por lo que su densidad de población es muy alta.

## Toponimia
Ha existido un debate entre los historiadores navarros respecto a la denominación del asentamiento poblacional previo a la fundación de Villava por Sancho VI el Sabio. Para algunos, el nombre antiguo de la localidad era Atarrabia, aunque esta hipótesis no ha podido ser demostrada con pruebas arqueológicas o documentales. No se sabe bien el significado u origen de este nombre, aunque parece claro que proviene del euskera.
Algunos lingüistas afirman que el nombre podría provenir de "ate" (portillo, foz), Arre (nombre de una localidad vecina) e "ibia" (el vado). Cerca de Villava y para llegar al vecino pueblo de Arre existe un estrecho paso donde el río Ulzama se encajona y al que podría hacer alusión el nombre Atarrabia, que sería traducible "el vado de la foz de Arre". No existe unanimidad al respecto, por lo que queda en el campo de la especulación el significado de Atarrabia. No obstante, ya el Fuero General de Navarra (escrito a mediados del siglo XII) denomina al puente de la Trinidad como "Puente de Atarrabia".
En el siglo XII el rey Sancho VI el Sabio funda junto a la aldea de Atarrabia una villa a la que concede los fueros del burgo nuevo de Pamplona. Como era costumbre en la época, el rey bautiza a la villa con un nombre y le concede el de Villa noua (Villa Nueva). Se trata por tanto de un nombre romance similar al que tienen otras muchas localidades de Europa, aunque la fundación se realizará en una zona vascófona de Navarra. El actual nombre de Villava es fruto de una evolución de este nombre original (Villanova -> Villaova -> Villava) con el que la villa fue fundada y que entre los hablantes de euskera también fue adaptado a la ortografía y pronunciación euskérica como "Billeba" o "Billaba".
A finales del siglo XX se recuperó en Villava el antiguo nombre de "Atarrabia" y comenzó a utilizarse como nombre en euskera de la población, siendo que el Gobierno de Navarra por Decreto Foral 543/1991 establecería para el municipio dos denominaciones cooficiales: Villava y Atarrabia.

## Geografía
Linda con Pamplona y Burlada al sur - suroeste, Ezcabarte al norte y Huarte al este - sureste.

## Historia
Refundación en el año 1184 por en el rey navarro Sancho VI.
La villa sufrió tanto las guerras napoleónicas como las guerras carlistas y a mediados de dicho siglo XIX inició su industrialización con la implantación de la industria papelera que posteriormente atraería fábricas de madera, de cartón y de licores.

### Camino de Santiago
El Camino de Santiago por su vía francesa ha marcado la historia de la villa. Situada a escasos 35 km de Roncesvalles, antiguamente suponía una dura jornada a pie, por lo que la propia Villava y la "Trinidad de Arre", se convertían en el segundo punto de descanso de los peregrinos antes de ascender la cuesta de la cercana Pamplona. Actualmente, y con un Camino de Santiago más reglado para el gran público y por etapas, Villava se convierte en la puerta de Pamplona, la primera urbe del Camino en la península ibérica. Los peregrinos salen de Zubiri, y el cansancio, al pasar por el puente de la Trinidad y el Batán villavés, aconsejan el descanso en el moderno albergue de Villava, del que se ha dotado el municipio; el único de primera categoría en la Comarca de Pamplona, a orillas del río Ulzama.
El núcleo histórico de Villava formado por su calle Mayor, discurre a lo largo de dicho camino de peregrinación y conserva el sabor medieval de la ruta.

## Demografía
Villava cuenta con una población de 10 016 habitantes (INE 2024).
| Gráfica de evolución demográfica de Villava / Atarrabia entre 1842 y 2021 |
| |
| Población de derecho según los censos de población del INE Población de hecho según los censos de población del INEEn estos censos se denominaba Villaba: 1842, 1857, 1860, 1877, 1887, 1897, 1900, 1910 y 1920 En estos censos se denominaba Villava: 1930, 1940, 1950, 1960, 1970, 1981 y 1991 |

Villava ocupaba el 10.º puesto como municipio de mayor población de Navarra, con una población de 10 016 habitantes en 2024.
Pirámide de población
Los datos de la pirámide de población de (2009) se pueden resumir así:
- La población menor de 20 años es el 22,57 % del total.
- La comprendida entre 20-40 años es el 30,31 %.
- La comprendida entre 40-60 años es el 30,8 %.
- La mayor de 60 años es el 16,31 %.

Esta estructura de la población es típica del régimen demográfico moderno, con una evolución hacia el envejecimiento de la población y la disminución de la natalidad anual.

## Administración y política
La administración política de la villa se realiza a través de un Ayuntamiento de gestión democrática cuyos componentes se eligen cada cuatro años por sufragio universal. El censo electoral está compuesto por todos los residentes empadronados en Villava mayores de 18 años y nacionales de España y de los otros países miembros de la Unión Europea. Según lo dispuesto en la Ley del Régimen Electoral General, que establece el número de concejales elegibles en función de la población del municipio, la Corporación Municipal de Villava está formada por 17 concejales. La sede del consistorio está emplazada en la calle Mayor de la villa.
| Periodo   | Nombre                      | Partido | Partido                                  |
| --------- | --------------------------- | ------- | ---------------------------------------- |
| 1979-1983 | José María Arrasate Olóriz  |         | Agrupación de Electores (AE)             |
| 1983-1987 | Emilio Carrasco Maya        |         | Partido Socialista de Navarra (PSN-PSOE) |
| 1987-1995 | Vicente Sabalza Martínez    |         | Agrupación de Electores (AE)             |
| 1995-1996 | Hilario Eransus Olleta      |         | Unión del Pueblo Navarro (UPN)           |
| 1996-1999 | Alfonso Úcar Zaratiegui     |         | Unión del Pueblo Navarro (UPN)           |
| 1999-1999 | Peio Joseba Monteano Sorbet |         | Eusko Alkartasuna (EA)                   |
| 1999-2007 | Alfonso Úcar Zaratiegui     |         | Unión del Pueblo Navarro (UPN)           |
| 2007-2011 | Peio Gurbindo Jiménez       |         | Nafarroa Bai (NaBai)                     |
| 2011-2015 | Pedro Gastearena García     |         | Bildu                                    |
| 2015-act. | Mikel Oteiza Iza            |         | Euskal Herria Bildu (EH Bildu)           |

| Partido político | Partido político                         | 2023  | 2023       | 2019               | 2019               | 2015  | 2015       | 2011  | 2011       |
| Partido político | Partido político                         | %     | Concejales | %                  | Concejales         | %     | Concejales | %     | Concejales |
|                  | Euskal Herria Bildu (EH Bildu)-Bildu     | 42,76 | 9          | 41,36              | 7                  | 39,25 | 8          | 24,75 | 5          |
|                  | Atarrabia Taldea-Geroa Bai (GBai)        | 18,53 | 3          | 16,34              | 3                  | 18,58 | 3          | 24,53 | 5          |
|                  | Unión del Pueblo Navarro (UPN)           | 12,05 | 2          | Navarra Suma (NA+) | Navarra Suma (NA+) | 18,30 | 3          | 22,36 | 4          |
|                  | Partido Popular (PP)                     | 9,34  | 1          | Navarra Suma (NA+) | Navarra Suma (NA+) | 1,59  | 0          | 4,44  | 0          |
|                  | Partido Socialista de Navarra (PSN-PSOE) | 8,61  | 1          | 11,82              | 2                  | 9,59  | 1          | 8,99  | 1          |
|                  | Contigo-Zurekin-Izquierda-Ezkerra (I-E)  | 7,03  | 1          | 6,10               | 1                  | 10,46 | 2          | 5,32  | 1          |
|                  | Navarra Suma (NA+)                       | —     | —          | 23,01              | 4                  | —     | —          | —     | —          |
|                  | Coalición de Centro Democrático (CCD)    | —     | —          | 0,32               | 0                  | —     | —          | —     | —          |
|                  | Nafarroa Bai (NaBai)                     | —     | —          | —                  | —                  | —     | —          | 6,29  | 1          |

Peio J. Monteano, alcalde por la Agrupación Electoral Atarrabia (candidatura impulsada por Eusko Alkartasuna) en 1999, presentó su dimisión al no respaldar Euskal Herritarrok, sus socios de aquel Gobierno municipal, una moción que instaba a condenar un ataque contra un concejal de la oposición de Unión del Pueblo Navarro, rompiéndose así el pacto de gobierno entre EA-Atarrabia, Izquierda Unida de Navarra y EH y dando la alcaldía a UPN.
Desde esa fecha y hasta junio de 2007 ostentó el ayuntamiento UPN con el apoyo del Partido Socialista de Navarra. En 2007 la coalición Atarrabia-Nafarroa Bai (integrada por Eusko Alkartasuna, Aralar, Batzarre y Partido Nacionalista Vasco) fue la lista más votada, obteniendo seis concejales; Unión del Pueblo Navarro obtuvo cinco concejales, Acción Nacionalista Vasca tres, Partido Socialista de Navarra dos e Izquierda Unida de Navarra un concejal.

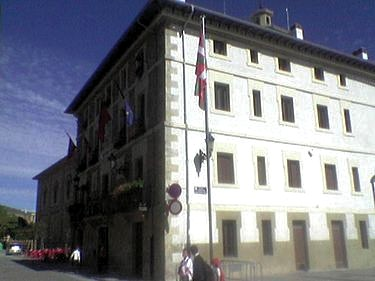
Ikurriña junto al Ayuntamiento de Villava (2007)

La última actuación municipal realizada por la anterior corporación fue el adoquinado y semipeatonalización de la calle Mayor y la adecuación de la plaza principal de la villa integrándola en el parque Ribed. Dentro de las labores a realizar por el nuevo Gobierno está la ampliación del centro de Salud, la construcción de una nueva "Casa de Cultura" y la construcción de un nuevo Instituto comarcal de enseñanza secundaria, debido a que el crecimiento demográfico ha disminuido la oferta de servicios públicos, existiendo un amplio consenso en la realización de las anteriores acciones.
En octubre de 2007 el pleno municipal decidió la colocación de la ikurriña en un mástil cercano al ayuntamiento, siendo recurrida dicha decisión ante los tribunales por parte del Gobierno de Navarra que alegó un presunto incumplimiento de la Ley Foral de Símbolos. En diciembre de 2008 el Tribunal Superior de Justicia de Navarra desestimó el recurso interpuesto por el consistorio y estimó las alegaciones del Gobierno de Navarra, apreciando incumplimiento de dicha Ley de Símbolos al considerar que, pese a que la enseña no ondeaba en el ayuntamiento, su colocación en el exterior del ayuntamiento constituía un subterfugio para incumplir dicha Ley. El consistorio recurrió la sentencia. En abril de 2009 el consistorio acató la ley y retiró la ikurriña, comprometiéndose los concejales de NaBai a abonar las costas del proceso judicial. Posteriormente la Asociación Cultural Villava Atarrabia 2009 instaló una bandera navarra y una ikurrina en dos mástiles cercanos al Ayuntamiento, y en mayo de este mismo año el Juzgado de lo Contencioso-Administrativo ordenó al Ayuntamiento retirar también esta ikurrina.

## Economía
Cuenta con un polígono industrial en el que se alojan distintas empresas, destacando sus tiendas dedicadas a mobiliario de hogar.
El crecimiento de la ciudad agotando su suelo urbanizable, ha integrado en su núcleo diversas empresas, habiéndose proyectado a medio plazo su salida.

## Monumentos y lugares de interés

### Monumentos religiosos
El entorno de la Trinidad de Arre
Junto a un puente medieval de seis arcos sobre el río Ulzama, se encuentra el actual albergue de peregrinos, gestionado por los Hermanos Maristas, que en su día se destinara a ermita en devoción a la Santísima Trinidad, convento y hospital. Se trata de un conjunto que conserva el ábside románico de una iglesia del siglo XIII aunque no existe documentación escrita de este edificio hasta el siglo XVI, dependiente de Roncesvalles, periodo en el que contaba con 622 clérigos.
La ermita aunque de estilo románico tardío (S XIII) está muy reformada y actualmente solo conserva el ábside original, e incluso este se encuentra prácticamente oculto por el albergue de peregrinos y la vivienda de los Maristas. El ábside o cabecera está dividido en 5 lienzos por contrafuertes y está cubierto por una bóveda de horno. En los lienzos se observan ventanales de medio punto, permitiendo dos de ellos el paso de luz al interior de la ermita. El interior está formado por una nave de tres tramos abovedada en cañón y paredes enlucidas. La portada de acceso es también de medio punto y está debajo de un gran pórtico que sustenta la vivienda Marista.
Iglesia de San Andrés
Iniciada en estilo renacentista a mediados del siglo XVI, el moderno edificio católico actual, situado junto al Ayuntamiento, data de la segunda mitad del siglo XX y conserva de aquella primitiva construcción la "Capilla de la Soledad", de planta circular y realizada a finales del siglo XVIII.
Iglesia de Nuestra Señora del Rosario (Dominicos)
Construido en 1911 como casino Besta Jira lo adquirieron los P.P. Dominicos en 1915 para destinarlo a colegio (Berrio Ochoa) y Seminario Dominico.
Por propia iniciativa restauraron y abrieron al público la capilla de Nuestra Señora del Rosario en la que destacan las vidrieras obra de dominico villavés Domingo Iturgaiz y una talla en madera de la Virgen del Rosario.

### Monumentos civiles
Rollo
Levantado en el siglo XV o XVI probablemente en el emplazamiento que actualmente ocupa, esta columna toscana de 2,24 metros es un símbolo jurisdiccional y de libertad comunal de la villa de Villava. Es posible también, aunque no hay testimonios, que fuera utilizada como picota o lugar de ejecución.
A mediados de la pasada centuria, convertido en calvario o cruz de término, fue trasladada cerca del Puente de San Andrés.
En 1990 este monumento fue recuperado y, desprovisto de añadidos posteriores, devuelto a su emplazamiento originario donde contribuye a ornamentar uno de los puntos neurálgicos de la villa.
Calles Mayor y Serapio Huici

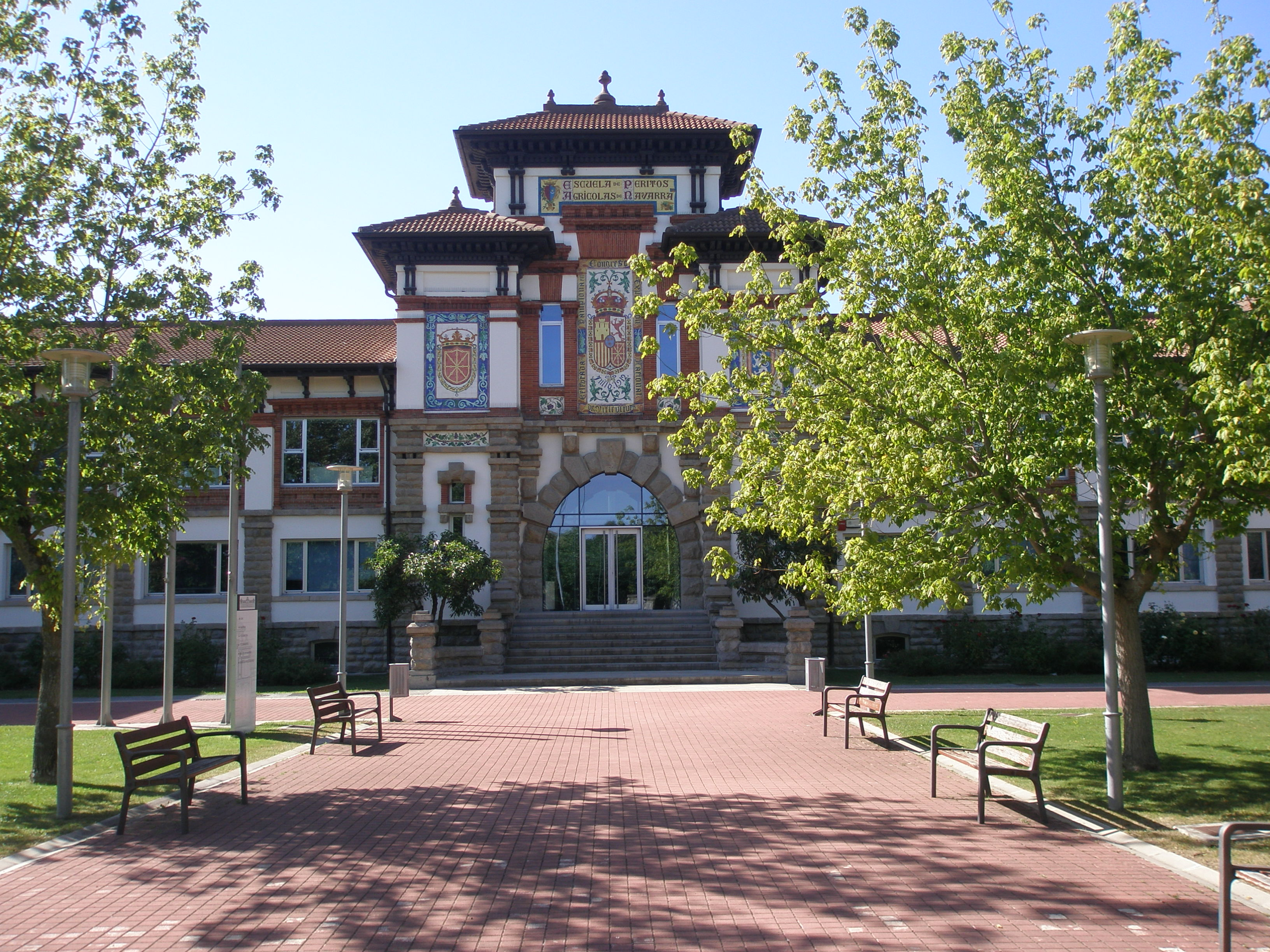
Escuela de Peritos Agrícolas, construida en 1912 por José Yárnoz

En estas calles podemos observar varios palacetes y edificios de principios del siglo XX, supervivientes de la especulación.
Otros edificios interesantes, también de principios del siglo XX, son el Besta Jira bello edificio del arquitecto José Yárnoz construido en 1911 por iniciativa de las familias burguesas de Pamplona que deseaban tener un moderno casino-restaurante como lugar de esparcimiento, que en 1915 fue adquirido por los Dominicos. O la Escuela de Peritos Agrícolas. La Diputación Foral de Navarra encargó en 1912 al arquitecto ya mencionado, José Yárnoz, su construcción, destinado inicialmente al Palacio del Congreso Nacional de Viticultura que para conmemorar el VII Centenario de la batalla de las Navas de Tolosa se desarrolló en el mes de julio de ese año.
Casa Motza
Edificio con una hermosa portalada renacentista iniciada hacia 1549 por un prohombre local, el alguacil real y almirante de la villa Pedro de Andosilla.
Escultura dedicada a Miguel Induráin
Villava rinde homenaje a uno de los personajes más célebres de la villa con una escultura que representa a esta figura del ciclismo.
Murales juveniles
El Ayuntamiento permite, solicitando permiso previo, la elaboración de grafitis en distintos muros de la ciudad. Así mismo, suele organizar talleres y celebrar un festival de dicho arte callejero, convirtiendo algunos muros de la villa en espacio de denuncia social contra el sexismo o el consumismo.[cita requerida]

### Paseo fluvial
El Batán
Dentro del referido paseo fluvial y aprovechando los saltos naturales del agua del río, hace más diez siglos surgieron en dicho entorno diversos molinos de agua que eran utilizados para distintos usos según las necesidades de los habitantes. En la actualidad uno de ellos, que anteriormente desempeñó su función como molino harinero, batán de telas y paños, taberna, fábrica, molino de regaliz, curtiduría-tenería-adobería y fábrica de pastas de madera para papel, ha sido restaurado y convertido en museo abierto al público y sede del citado paseo fluvial del río Arga gestionado por la Mancomunidad de la Comarca de Pamplona.

## Cultura
- Certamen literario Pedro de Atarrabia de relatos en euskera y castellano: Convocado anualmente, es uno de los premios de cuento o relato breve más prestigiosos en el ámbito hispanohablante. En las últimas ediciones el premio ha recaído en valores emergentes de la narrativa vasca y española.
- Certamen de Rock Villava - Atarrabia: Con el objetivo de promocionar a las pequeñas bandas musicales.
- Durante el año se realizan diversos conciertos musicales,[20] contando además la localidad con una sala privada de conciertos (Sala "Tótem") que oferta una amplia programación en tal sentido.
- Coral San Andrés: Formada en 1931, desde enero de 2007 está dirigida por Máximo Olóriz Gorraiz, músico villavés sobrino del impulsor del coro en los años cuarenta.[21][22]

## Servicios

### Transporte
| Eskualdeko Hiri Garraioa/Transporte Urbano Comarcal |                                                             |                                                             |
| Inicio                                              | Línea                                                       | Fin                                                         |
| Barañáin                                            | 4                                                           | Atarrabia/Villava - Uharte/Huarte - Arre - Orikain          |
| Atarrabia/Villava                                   | 7                                                           | Barañáin                                                    |
| Nafarroako Gorteak/Cortes de Navarra                | N5                                                          | Uharte/Huarte - Gorraitz                                    |
| Taxi Iruñerria                                      |                                                             |                                                             |
| Zona                                                | A                                                           | A                                                           |
| Estaciones                                          | Las Eras kalea (7aren parean)/Calle Las Eras (frente n.º 7) | Las Eras kalea (7aren parean)/Calle Las Eras (frente n.º 7) |

### Educación
Villava dispone de una amplia oferta educativa multilingüe tanto público como concertado. En su término municipal se ha aprobado la construcción de un instituto comarcal.
- C.P. Lorenzo Goicoa
- C.P. Atargi
- Instituto Pedro de Atarrabia
- Colegio La Presentación (Monjas Dominicas)
- Ikastola Paz de Ziganda

### Otros servicios y equipamientos
- La localidad dispone de los servicios previstos conforme a su población tales como Juzgado de Paz, Oficina de Correos, Policía municipal, centro de salud, campo de fútbol de hierba artificial, Servicio Social de Base...
- Jubiloteka: servicio puesto en marcha en el año 2008 que permite la estancia puntual de personas mayores con dependencia moderada para permitir el descanso de sus cuidadores y que los dependientes puedan realizar diversas actividades.[23]

### Deporte
- Club Ciclista Villavés
- Club Ciclista Alas
- Sociedad Beti-Onak
- Ekin sokatira taldea
- Atarrabi mendi taldea
- Club Deportivo Beti Onak
- Club Deportivo Atarrabia
- Partizan Atarrabia

### Fiestas

#### Fiestas mayores
Las fiestas más importantes, tradicionalmente en honor de la virgen del Rosario, comienzan el sábado anterior al primer domingo de octubre y se alargan hasta el segundo domingo. Durante las festividades hay una gran variedad de actos de lo más diversos, que van desde actividades infantiles hasta conciertos de Rock. Las fiestas comienzan al grito de "Viva la virgen del Rosario, gora gure Errosarioko ama virginia".
El domingo tiene lugar la procesión con la patrona a la que acude la comparsa de gigantes y kilikis, la bamda de música municipal y la Corporación Municipal.
El martes se celebra la costillada popular , en la que los vecinos del pueblo se reúnen para un almuerzo comunitario en el parque de Ribed (si el tiempo lo permite), que generalmente se basa en costillas de cordero y cerdo, pero en el que es posible encontrar cualquier otro plato más elaborado. El ayuntamiento se encarga de proveer los asadores necesarios y son los propios villaveses los que tienen que llevar sus costillas y utensilios para prepararlas.
Habitualmente acude mucha gente de otras localidades, debido a que estas fiestas tienen una gran fama y a que son una de las últimas del calendario estival.

#### Día de Villava
El "Atarrabiako Eguna" o "Día de Villava" se celebra el primer domingo del mes de septiembre.

#### San Andrés
San Andrés es el patrón de la villa, y se celebra el día 30 de noviembre.
Entre los actos más destacados están las dianas con los gaiteros, la solemne misa en honor al patrón, con asistencia de la Corporación Municipal, el homenaje a alguna asociación por parte del Ayuntamiento y el concierto de la Coral de Cámara de Pamplona.

### Leyendas
- Atarrabi y Mikelats

## Curiosidades
- Tradicionalmente, los autobuses del servicio público comarcal de transporte son denominados "villavesas", pese a que en su mayoría no discurren por la localidad de Villava. Ello se debe a que ahí se implantó la sede de "La Villavesa", la primera línea de transportes interurbanos de la comarca a finales de los años veinte.
- En algunos casos la señalización viaria indica incorrectamente "Villaba" para referirse a "Villava".